# بيتر بليك
بيتر بليك (23 مايو 1927 - 11 ديسمبر 2011 في المملكة المتحدة)  (بالإنجليزية: Peter Blake)‏ هو لاعب كريكت بريطاني.

## وصلات خارجية
- بيتر بليك على موقع إي آس بي آن كريك إنفو (الإنجليزية)